# Steffi Graf
Stefanie Maria Graf (Mannheim, 14 de junho de 1969) é uma ex-tenista da Alemanha radicada nos Estados Unidos. Filha de Peter Graf, é considerada uma das melhores tenistas da história, tendo conquistado 22 títulos de Grand Slam e a medalha de ouro nos Jogos Olímpicos de Verão de 1988 de Seul.
Foi a primeira tenista — e até hoje única entre homens e mulheres - a ter vencido os quatro torneios do Grand Slam e os Jogos Olímpicos na mesma temporada, completando o Golden Slam — nome dado ao feito que é considerado por muitos como extraordinário.
Ao lado de Chris Evert, Martina Navratilova, Margaret Osborne duPont, Rafael Nadal, Bob Bryan e Mike Bryan integra uma lista de tenistas do chamado Década Slam do tênis, ou seja, ganhar durante dez anos consecutivos pelo menos um dos torneio do Grand Slam por temporada - no caso de Steffi Graf, ela conseguiu o feito de 1987 a 1996.
Steffi retirou-se das quadras em 1999 e foi introduzida no International Tennis Hall of Fame em 2004. É casada com o também ex-tenista Andre Agassi.

## Carreira no tênis
Steffi Graf foi considerada a sucessora natural de Martina Navratilova, não só como a primeira do ranking mundial, mas como atleta - já foi dito que poderia ter sido corredora olímpica de 800m. Certa vez revelou que ficava escondida no fundo da sala de aula esperando a hora de ir para a quadra, onde podia se expressar melhor. Uma imagem que ela preservou: uma mulher totalmente confiante dentro de quadra, mas uma figura discreta e introvertida nas coletivas de imprensa e eventos sociais. Steffi teve dois grandes períodos como número 1 do mundo, o primeiro ano em que conquistou o "Golden Slam" (venceu todos os quatro torneios de Grand Slam e uma medalha olímpica), depois a partir de meados de 1993, após o atentado contra Monica Seles, sua maior rival. Mostrou ter extrema capacidade de recuperação, jogando com problemas de saúde e lesões, e até durante traumas de fora da quadra, conquistando o Aberto dos EUA, em 1995, enquanto o pai estava na cadeia por suspeita de sonegação de impostos. Sempre popular, sua principal arma foi a direita poderosa, mas poderia ter sido ainda melhor se tivesse superado a relutância em usar a esquerda de top-spin e o voleio.

## Grand Slam Finais

### Simples: 31 finais (22 títulos, 9 vices)
| Resultado | Ano  | Campeonato              | Piso   | Oponente                | Placar              |
| --------- | ---- | ----------------------- | ------ | ----------------------- | ------------------- |
| Campeã    | 1987 | Aberto da França        | Saibro | Martina Navratilova     | 6–4, 4–6, 8–6       |
| Vice      | 1987 | Wimbledon               | Grama  | Martina Navratilova     | 5–7, 3–6            |
| Vice      | 1987 | US Open                 | Duro   | Martina Navratilova     | 6–7(4–7), 1–6       |
| Campeã    | 1988 | Aberto da Austrália     | Duro   | Chris Evert             | 6–1, 7–6(7–3)       |
| Campeã    | 1988 | Aberto da França (2)    | Saibro | Natasha Zvereva         | 6–0, 6–0            |
| Campeã    | 1988 | Wimbledon               | Grama  | Martina Navratilova     | 5–7, 6–2, 6–1       |
| Campeã    | 1988 | US Open                 | Duro   | Gabriela Sabatini       | 6–3, 3–6, 6–1       |
| Campeã    | 1989 | Aberto da Austrália (2) | Duro   | Helena Suková           | 6–4, 6–4            |
| Vice      | 1989 | Aberto da França        | Saibro | Arantxa Sánchez Vicario | 6–7(6–8), 6–3, 5–7  |
| Campeã    | 1989 | Wimbledon (2)           | Grama  | Martina Navratilova     | 6–2, 6–7(1–7), 6–1  |
| Campeã    | 1989 | US Open (2)             | Duro   | Martina Navratilova     | 3–6, 7–5, 6–1       |
| Campeã    | 1990 | Aberto da Austrália (3) | Duro   | Mary Joe Fernández      | 6–3, 6–4            |
| Vice      | 1990 | Aberto da França (2)    | Saibro | Monica Seles            | 6–7(6–8), 4–6       |
| Vice      | 1990 | US Open (2)             | Duro   | Gabriela Sabatini       | 2–6, 6–7(4–7)       |
| Campeã    | 1991 | Wimbledon (3)           | Grama  | Gabriela Sabatini       | 6–4, 3–6, 8–6       |
| Vice      | 1992 | Aberto da França (3)    | Saibro | Monica Seles            | 2–6, 6–3, 8–10      |
| Campeã    | 1992 | Wimbledon (4)           | Grama  | Monica Seles            | 6–2, 6–1            |
| Vice      | 1993 | Aberto da Austrália     | Duro   | Monica Seles            | 6–4, 3–6, 2–6       |
| Campeã    | 1993 | Aberto da França (3)    | Saibro | Mary Joe Fernández      | 4–6, 6–2, 6–4       |
| Campeã    | 1993 | Wimbledon (5)           | Grama  | Jana Novotná            | 7–6(8–6), 1–6, 6–4  |
| Campeã    | 1993 | US Open (3)             | Duro   | Helena Suková           | 6–3, 6–3            |
| Campeã    | 1994 | Aberto da Austrália (4) | Duro   | Arantxa Sánchez Vicario | 6–0, 6–2            |
| Vice      | 1994 | US Open (3)             | Duro   | Arantxa Sánchez Vicario | 6–1, 6–7(3–7), 4–6  |
| Campeã    | 1995 | Aberto da França (4)    | Saibro | Arantxa Sánchez Vicario | 7–5, 4–6, 6–0       |
| Campeã    | 1995 | Wimbledon (6)           | Grama  | Arantxa Sánchez Vicario | 4–6, 6–1, 7–5       |
| Campeã    | 1995 | US Open (4)             | Duro   | Monica Seles            | 7–6(8–6), 0–6, 6–3  |
| Campeã    | 1996 | Aberto da França (5)    | Saibro | Arantxa Sánchez Vicario | 6–3, 6–7(4–7), 10–8 |
| Campeã    | 1996 | Wimbledon (7)           | Grama  | Arantxa Sánchez Vicario | 6–3, 7–5            |
| Campeã    | 1996 | US Open (5)             | Duro   | Monica Seles            | 7–5, 6–4            |
| Campeã    | 1999 | Aberto da França (6)    | Saibro | Martina Hingis          | 4–6, 7–5, 6–2       |
| Vice      | 1999 | Wimbledon (2)           | Grama  | Lindsay Davenport       | 4–6, 5–7            |

### Duplas: 4 finais (1 título, 3 vices)
| Resultado | Ano  | Campeonato           | Piso   | Parceira          | Oponentes                            | Placar          |
| --------- | ---- | -------------------- | ------ | ----------------- | ------------------------------------ | --------------- |
| Vice      | 1986 | Aberto da França     | Saibro | Gabriela Sabatini | Martina Navratilova Andrea Temesvári | 1–6, 2–6        |
| Vice      | 1987 | Aberto da França (2) | Saibro | Gabriela Sabatini | Martina Navratilova Pam Shriver      | 2–6, 1–6        |
| Campeã    | 1988 | Wimbledon            | Grama  | Gabriela Sabatini | Larisa Savchenko Natasha Zvereva     | 6–3, 1–6, 12–10 |
| Vice      | 1989 | Aberto da França (3) | Saibro | Gabriela Sabatini | Larisa Savchenko Natasha Zvereva     | 4–6, 4–6        |

### WTA finals

#### Simples: 6 finais (5 títulos, 1 vice)
| Resultado | Ano  | Local     | Piso    | Oponente                | Placar                  |
| --------- | ---- | --------- | ------- | ----------------------- | ----------------------- |
| Vice      | 1986 | Nova York | Carpete | Martina Navratilova     | 6–7(6–8), 3–6, 2–6      |
| Campeã    | 1987 | Nova York | Carpete | Gabriela Sabatini       | 4–6, 6–4, 6–0, 6–4      |
| Campeã    | 1989 | Nova York | Carpete | Martina Navratilova     | 6–4, 7–5, 2–6, 6–2      |
| Campeã    | 1993 | Nova York | Carpete | Arantxa Sánchez Vicario | 6–1, 6–4, 3–6, 6–1      |
| Campeã    | 1995 | Nova York | Carpete | Anke Huber              | 6–1, 2–6, 6–1, 4–6, 6–3 |
| Campeã    | 1996 | Nova York | Carpete | Martina Hingis          | 6–3, 4–6, 6–0, 4–6, 6–0 |

### Olimpíadas

#### Simples: 2 finais (1 ouro, 1 prata)
| Resultado | Ano  | Local     | Piso   | Oponente          | Placar        |
| --------- | ---- | --------- | ------ | ----------------- | ------------- |
| Ouro      | 1988 | Seul      | Duro   | Gabriela Sabatini | 6–3, 6–3      |
| Prata     | 1992 | Barcelona | Saibro | Jennifer Capriati | 6–3, 3–6, 4–6 |

Steffi também ganhou em 1984 a demonstração dos jogos de Los Angeles, com 15 anos de idade. 
| Resultado | Ano  | Local       | Piso | Oponente      | Placar        |
| --------- | ---- | ----------- | ---- | ------------- | ------------- |
| 1° Lugar  | 1984 | Los Angeles | Duro | Sabrina Goleš | 1-6, 6-3, 6-4 |

#### Duplas
| Resultado | Ano  | Local | Piso | Parceira             | Oponentes                       | Placar            |
| --------- | ---- | ----- | ---- | -------------------- | ------------------------------- | ----------------- |
| Bronze    | 1988 | Seul  | Duro | Claudia Kohde-Kilsch | Elizabeth Smylie Wendy Turnbull | Não houve disputa |

↑1  As alemãs Steffi Graf e Claudia Kohde-Kilsch e as australianas Elizabeth Smylie e Wendy Turnbull receberam a 
medalha de bronze, pois não houve disputa por essa medalha.

## Linha de tempo do desempenho
| Torneio                      | 1983 | 1984 | 1985 | 1986 | 1987 | 1988 | 1989 | 1990 | 1991 | 1992 | 1993 | 1994 | 1995 | 1996 | 1997 | 1998 | 1999 | Vitórias-Derrotas |
| ---------------------------- | ---- | ---- | ---- | ---- | ---- | ---- | ---- | ---- | ---- | ---- | ---- | ---- | ---- | ---- | ---- | ---- | ---- | ----------------- |
| Australian Open              | 1R   | 3R   | -    | NH   | -    | V    | V    | V    | QF   | -    | F    | V    | -    | -    | 4R   | -    | QF   | 47-6              |
| Roland Garros                | 2R   | 3R   | 4R   | QF   | V    | V    | F    | F    | SF   | F    | V    | SF   | V    | V    | QF   | -    | V    | 84-10             |
| Wimbledon                    | -    | 4R   | 4R   | -    | F    | V    | V    | SF   | V    | V    | V    | 1R   | V    | V    | -    | 3R   | F    | 74-7              |
| U.S. Open                    | -    | 1R   | SF   | SF   | F    | V    | V    | F    | SF   | QF   | V    | F    | V    | V    | -    | 4R   | -    | 75-9              |
| Grand Slam Vitórias-Derrotas | 1-2  | 7-4  | 11-3 | 9-2  | 19-2 | 28-0 | 27-1 | 24-3 | 21-3 | 17-2 | 27-1 | 18-3 | 21-0 | 21-0 | 7-2  | 5-2  | 17-2 | 280-32            |
| WTA Tour Championships       | -    | -    | -    | F    | V    | SF   | V    | SF   | QF   | 4R   | V    | QF   | V    | V    | -    | SF   | -    | 31-7              |
| Jogos Olímpicos              | NH   | V    | NH   | NH   | NH   | V    | NH   | NH   | NH   | F    | NH   | NH   | NH   | A    | NH   | NH   | NH   | 15-1              |